# Chronologie des faits économiques et sociaux dans les années 1890
Chronologie de l'économie
Années 1880 - Années 1890 - Années 1900

## Événements
- 1896 : reprise économique internationale à la suite de la Grande Dépression (1873-1896). Début d'une croissance forte à la Belle Époque (1896-1914)[1].
- 1898 : le pourcentage des rentrées fiscales affecté aux budgets de la défense se répartit comme suit :
  - États-Unis : 17 %
  - Empire russe : 21 %
  - France : 27 %
  - Royaume-Uni : 39 %
  - Empire allemand : 43 %
  - Empire du Japon : 55 %

### Afrique
- 1889-1900 : famine et épizootie de peste bovine en Afrique. De 90 à 95 % du bétail est détruit entre 1889 et le début des années 1900. Depuis la Somalie, elle passe en Éthiopie, au Soudan et à l'Afrique de l'Est puis traverse le Sahel, ravage le Ruanda et le Burundi (1890-1892), atteint le Zambèze et toute l'Afrique australe[2].
- 2 juillet 1890 : interdiction du commerce des armes à tir rapide en Afrique au traité de Bruxelles[3].
- 1892 : début de l’exploitation massive de l’okoumé au Gabon[4].
- 1895 : pression des colons blancs au Kenya pour obtenir de nouvelles terres après la création de la Compagnie britannique impériale d'Afrique de l'Est (Lord Delamere). Un règlement foncier de 1897 autorise les occupations de terre pour une durée maximale de vingt et un ans (99 ans en 1902). En 1902, les colons obtiennent le droit d'accéder aux hautes terres fertiles[5],[6].

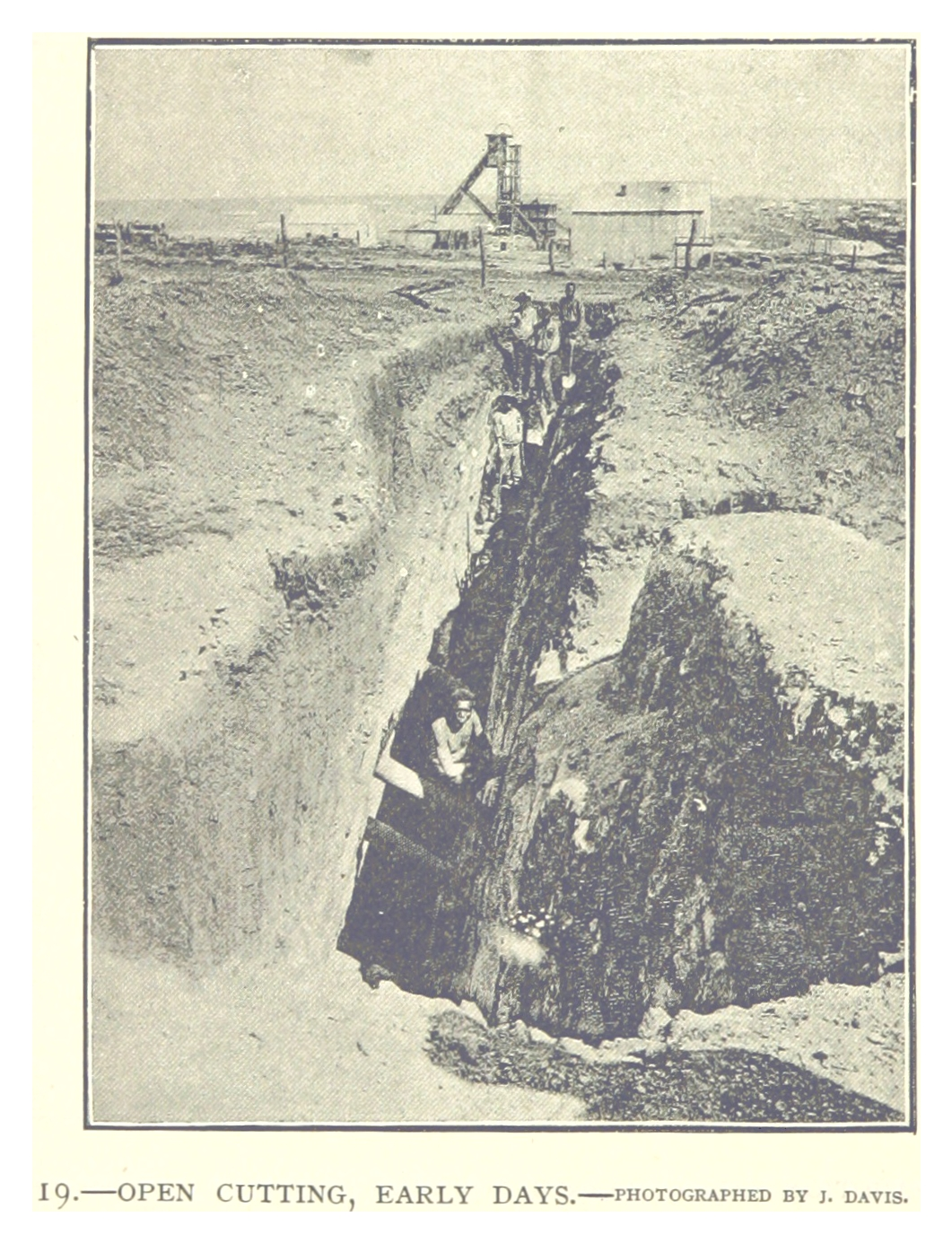
Mine d'or dans le Witwatersrand en 1893.

- 1895-1896 : une crise boursière liée à l'exploitation des mines d'or sud-africaine en grande profondeur déclenche la « seconde guerre des Boers »[7].
- 1895-1899 : Dorothée Chellier, première femme médecin de l'Algérie coloniale, se voit confier par le gouverneur général d'Algérie Cambon quatre missions sur la santé des femmes « indigènes » dans les Aurès et en Kabylie et les moyens de l'améliorer[8].
- 1897 :
  - premiers émigrants levantins en Guinée. Début de l’émigration de « Syriens », en réalité des Libanais, en Afrique occidentale[9] : 28 migrants en 1897, 1 100 en 1909, 3 000 environ en 1929. Ils réussissent dans le commerce de détail et de gros et dans l’artisanat.
  - la Belgique contrôle 74 % des exportations et 73 % des importations du Congo (3 % des exportations en 1888).
  - sècheresse exceptionnelle au nord du Kenya et en Ouganda ; l’Omo est asséché. Famine au Karamoja, dans la région d’Arusha-Méru (1897-1900), au Kenya central (1897-1901), dans la région d’Handeni et au Bunyoro (1898-1900)[10].

- 1898 : apparition de la maladie du sommeil (trypanosomiase), liée à la mouche tsé-tsé, dans le Niari (Congo), entre Brazzaville et l’océan[11], déclenchée par le passage répété des porteurs Loango. Elle se répand au Gabon, remonte le fleuve Congo pour atteindre en 1901 les alentours du lac Victoria, en Ouganda (250 000 morts en 1900-1905). Le futur Congo belge est atteint simultanément.
- 1898-1901 : famine mugudya (errer à la recherche de vivres) au Busoga (Ouganda actuel[12]. Provoquée par la sécheresse et les mutineries de 1897 et leur répression, elle fait entre 40 000 et 60 000 morts.
- 1899 : quarante concessions sont accordées de mars à juillet par le ministre des Colonies français Guillain[13]. Devant les bénéfices réalisés par les compagnies belges au Congo, les Français veulent les imiter. Le ministère des Colonies reçoit 119 demandes de concessions, définies comme « entreprises de colonisation ». En un an, quarante sociétés se partagent 70 % du territoire : par exemple, la Compagnie des sultanats du Haut-Oubangui reçoit une concession de 140 900 km2.

- Création d’une commission commerciale mixte en Tunisie : le résident général œuvre à la collaboration entre Tunisiens et Européens au sein d’un conseil de gouvernement pour les affaires commerciales.
- Le PNB de Gold Coast augmente de 7,6 % entre 1891 et 1911. Le cacao, inconnu en 1891, représente 46 % des exportations en 1911.

### Amérique
- 1885-1908 : les États du Sud des États-Unis inscrivent des mesures de révocation du droit de vote (disfranchisement) dans leur Constitution. En 1896, l'arrêt Plessy v. Ferguson rendu par la Cour suprême légitime la ségrégation raciale[14]. Les lois de « Jim Crow » se multiplient dans le Sud après 1890. Elles visent à exclure systématiquement les Noirs des restaurants, bus, habitations, places de théâtres et compartiments de chemin de fer réservés aux Blancs. Une série de clauses (obligation d’avoir un grand-père électeur, de payer la poll-tax ou de savoir lire) leur barre le chemin des urnes (130 000 électeurs Noirs en Louisiane en 1896, 1 300 en 1904)[15].

- 1888 - 1891 : le volume de monnaie en circulation au Brésil fait plus que doubler, ce qui provoque un brève période de spéculation, l’encilhamento[16].
- 2 juillet 1890 : vote de la loi Sherman antitrust aux États-Unis[17]. Quinze trusts se sont constitués depuis 1882 (whisky, sucre, huile de lin, plomb, etc.)[18].
- 1890 :
  - mouvement des Alliances de fermiers aux États-Unis : la Southern Alliance réunit trois millions d’adhérents autour du « subtreasury plan » (création d’entrepôts gouvernementaux chargé de stocker les productions non périssables et de prêter jusqu’aux 4/5 de leur valeur à 1 % d’intérêt aux fermiers) ; la Northwestern Alliance compte deux millions de militants[18].
  - le nombre de brevets déposés aux États-Unis a plus que quintuplé depuis 1860 (de moins de 5000 à plus de 25 000)[18].

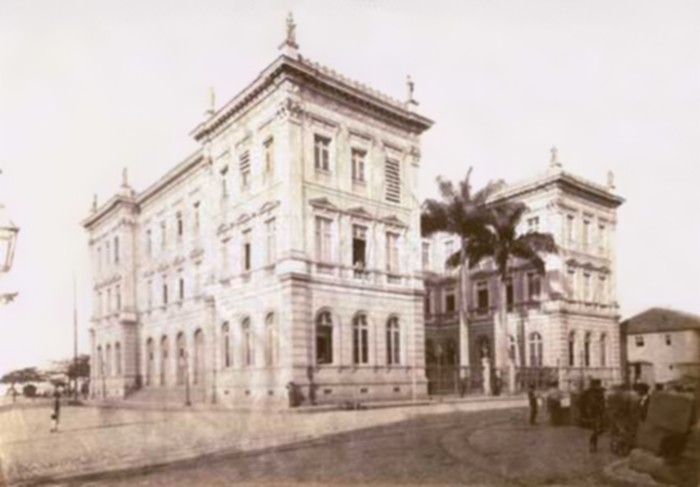
Le ministère de l’industrie à Rio de Janeiro vers 1890.

- 1892 : la République du Brésil favorise l’industrie. Le ministère de l’agriculture devient ministère de l’industrie. Un nouveau tarif douanier augmente de 60 % les droits sur 300 articles différents d’importation et abaisse les droits d’entrée sur certaines matières premières[16].
- 1892 : São Paulo et Rio de Janeiro produisent chacune 3 700 000 sacs de café. Les prix ont doublé depuis 1887[16].
- 1895 : Cuba connait une crise économique partiellement provoquée par la décision des États-Unis de taxer à nouveau les importations de sucre. Elle déclenche une rébellion des patriotes cubains contre la tutelle espagnole[18].
- 7 octobre 1896 : première publication de l'indice Dow Jones dans le Wall Street Journal[19] ; Charles Dow et Eddie Jones, font la promotion de l'industrie à Wall Street.

- Chute des cours de l’argent. La production décline en Bolivie. L’étain prend la place de l’argent dans le commerce extérieur du pays après la découverte des gisements de la montagne de Catavi (es)[20].
- Le café représente 70 % des exportations colombiennes[20].

### Asie et Pacifique
- 1892-1893 : découverte d’importants gisements d’or à Coolgardie et Kalgoorlie en Australie-Occidentale[21].
- 1896 : la Russie obtient la concession d’une voie ferrée en Mandchourie entre Tchita et Vladivostok[22].
- 1894 : inauguration du complexe sidérurgique moderne du Hanyang dans le Hubei, en Chine, construit à l'initiative de Zhang Zhidong, couplé avec un arsenal qui fournit la Chine en fusils, cartouches, canons et obus[23].
- 1896-1897 : famine en Inde qui touche 69,5 millions de personnes et fait environ 5 millions de morts[24].

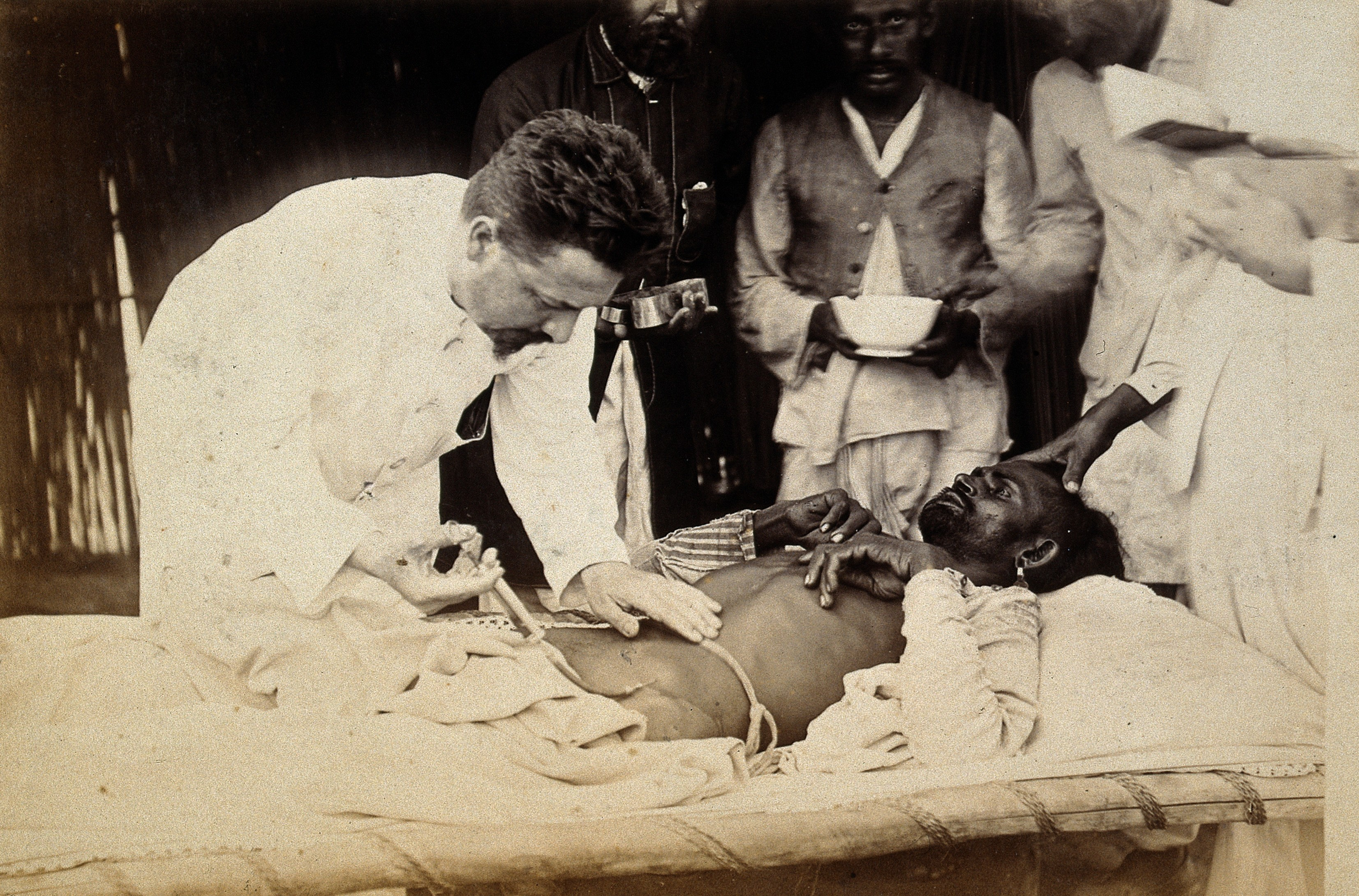
Le docteur Simond injecte son sérum curatif à un malade de la peste, lors de l'épidémie de peste bubonique à Karachi, en 1897.

- 1896-1918 : grande épidémie de peste dans la province de Bombay en Inde qui coûte la vie à plus de dix millions d’Indiens[25].
- 1897 : les exportations du Japon dans le secteur textile (cotonnades exportées vers la Chine et soieries vers les États-Unis) l'emportent sur les importations, à la suite de la modernisation de l’industrie textile. Essor de l’industrie lourde après 1895[26].
- Après 1897 : les musulmans crétois affluent en nombre en Anatolie après que la Crète ait obtenu un statut d’autonomie au lendemain de la guerre gréco-turque (traité de Constantinople du 4 décembre 1897)[27].
- 1899-1900 : famine dans le Nord de l’Inde, qui touche 59,5 millions de personnes et fait environ 1,25 million de morts[24].

- Apparition d’un prolétariat ouvrier dans les principales villes de l’Empire ottoman. Des changements sociaux profonds s’opèrent dans les grandes villes comme Constantinople, Salonique et Smyrne où se développent les manufactures de textile, de tabac ou de produits alimentaires. Créée à Constantinople en 1894-1895, l’Association des travailleurs ottomans se dote d’une caisse d’entraide[28].

- Développement de la culture du coton par les Russes au Turkestan[29].
- La production d’hévéa, introduite clandestinement en 1876 en Malaisie, se développe en Indonésie et en Malaisie, à la suite de l’invention des pneumatiques[30].

### Europe
- 1890, Royaume-Uni :
  - le Trades Union Congress compte 1,5 million de membres avec l’arrivée des travailleurs non qualifiés depuis 1880 (« nouvel unionisme »)[31].
  - la proportion des dépenses publiques tombe à 8,9 % du revenu national[32] (16 % en 1831[33]).

- 28 novembre 1890 : fondation à Cannstatt en Allemagne de la société Daimler Motoren Gesellschaft[34].
- Vers 1890 : on compte en France, face aux 280 syndicats légaux, c'est-à-dire déclarés, 587 syndicats qui refusent de se soumettre à certaines stipulations de la loi de 1884[35].
- 1890-1892 : Guillaume II d'Allemagne impose des tribunaux d’arbitrage (1890), le repos hebdomadaire, de meilleures conditions de travail dans les mines (1891) et la protection des femmes et des enfants[36].
- 1890-1894 : naufrage du système bancaire italien[37]. Création de la banque d'Italie à la suite du scandale de la Banca Romana (1893)[38].

- 15 mai 1891: création de Philips à Eindhoven, aux Pays-Bas [39].
- 1er octobre 1891 : fondation de la fabrique Brown-Boveri SA à Baden[40].
- 1891 :
  - traités de commerce entre l’Allemagne et l’Autriche-Hongrie, l’Italie, la Belgique et la Suisse[41].
  - Royaume-Uni : Thomas Burberry ouvre une boutique au numéro 30 de la grande rue commerçante Haymarket dans l'ouest de Londres[42].
  - constitution de la Compagnie des tabacs portugais, constituée à 70 % de capitaux étrangers, à majorité français[43].
  - la production britannique annuelle de charbon est de 185,6 millions de tonnes[44].
  - 3,2 millions de personnes sont employées dans la région de Londres[31].
- 1892 :
  - instauration du protectionnisme au Portugal[45].
  - instauration du tarif protectionniste Méline en France[46].
  - fondation de la Fédération des bourses du travail de France et des colonies au congrès de Saint-Étienne ; Fernand Pelloutier et nommé secrétaire en 1895[47].
- 1893 : guerre douanière entre l'Allemagne et la Russie[48]. Caprivi fait fermer les frontières allemandes aux céréales russes et espère consolider l’alliance avec l’Autriche-Hongrie en ouvrant le marché du Reich aux céréales hongroises.
- 1893-1895 : guerre douanière entre la France et la Suisse[48].
- 1894 : traité de commerce entre la Russie et l’Allemagne[41].
- 1894-1896 : guerre douanière entre l'Allemagne et l'Espagne[48].
- 1895-1914 : période de croissance économique en France après vingt ans de stagnation (1873-1895), entraînée par les secteurs de pointe. De 1896 à 1913, la production de caoutchouc est multipliée par 4, celle des industries chimiques par 2,7, la production d’acier augmente de 8,7 % par an (1,6 million de tonnes en 1900, 4,7 en 1913), celle d’électricité de 14,5 %, celle d’aluminium de 19,3 %[49].
- 1899 : loi sur les céréales au Portugal (loi Elvino de Brito (pt)) ; protection du marché intérieur des céréales par l’augmentation des droits de douane, pour augmenter la production nationale. Les surfaces cultivées (Alentejo) et les rendements augmentent, mais le pays reste déficitaire. À la suite de ces mesures, le prix du pain augmente de 45 à 50 %[50].

- Vers 1895, en Roumanie, 6 500 grands propriétaires possèdent la moitié du sol cultivé, autant qu’un million de familles paysannes. Ils résident à Bucarest où à Paris et afferment la plupart de leurs terres à des fermiers qui sous-louent à des paysans, d’où la faiblesse du progrès technique. De nombreux fermiers sont Juifs, surtout en Moldavie, ce qui augmente les tensions antisémites dans les campagnes. Propriétaires et fermiers rentabilisent les exploitations par la production de froment destiné à l’exportation au détriment de la consommation intérieure limitée au maïs, avec les carences alimentaires (pellagres) qui s’ensuivent. 300 000 paysans sans terre constituent un réservoir de main-d’œuvre pour les domaines mais aussi un facteur d’instabilité.

- L’Italien gagne en moyenne 2 500 lires par an à la fin du siècle, tandis que l’Anglais en gagne 7 300, le Français 6 500 et l’Allemand 3 900[51].

- La production industrielle en Allemagne a augmenté d’environ 60 % depuis 1879 : la production de charbon passe de 59 à 89 millions de tonnes, celle d’acier de 0,7 à 2,3 millions de tonnes. La production agricole augmente aussi mais n’est pas en mesure de nourrir la population qui à fortement augmenté (49,5 millions d’habitants pour 41,5 en 1871). L’importation de matières premières et de denrées alimentaires provoque un déficit commercial.

#### Empire russe
- 1891 :

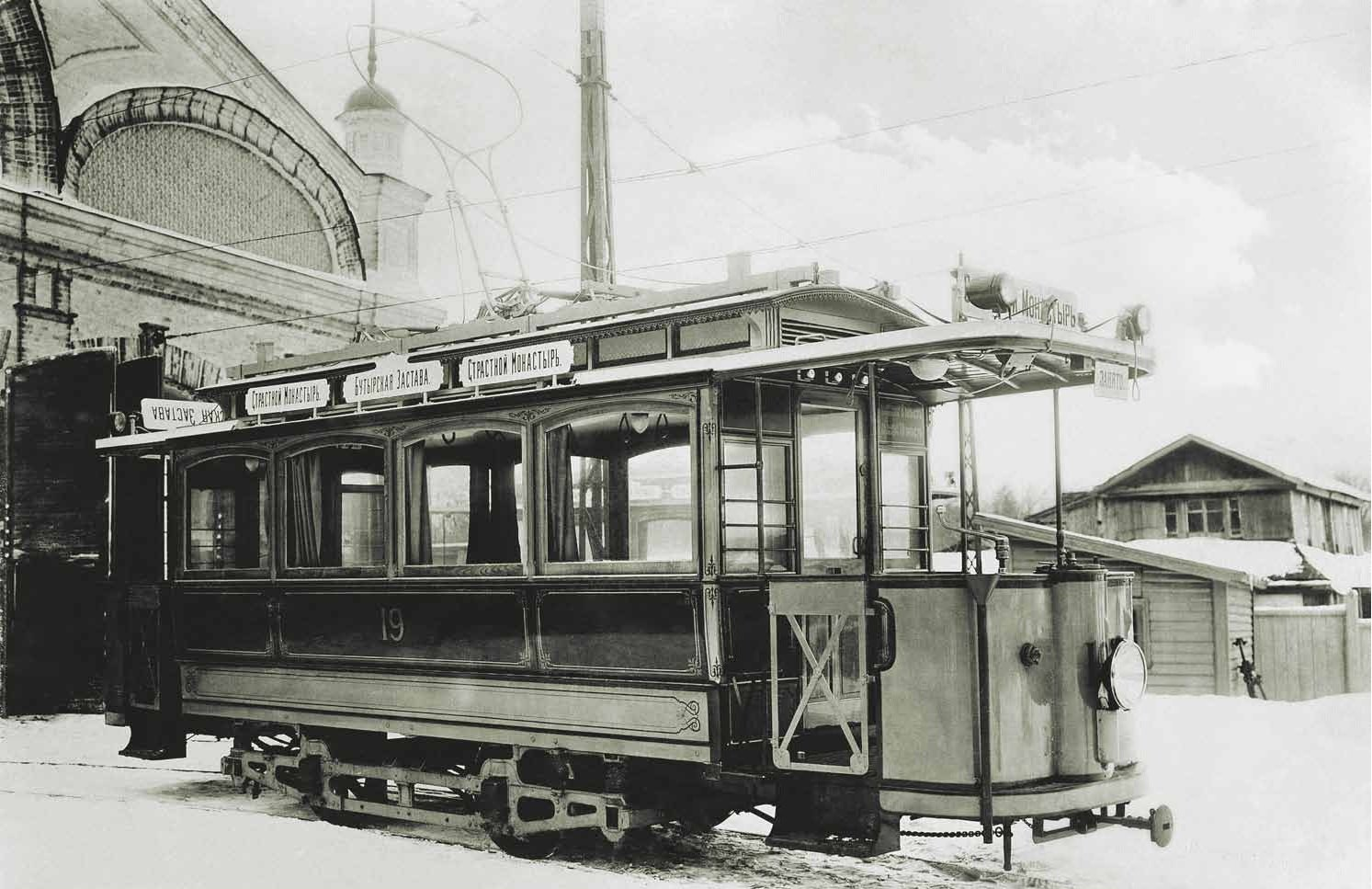
Lancement du premier tramway électrique de Moscou, 1899.

  - famine dans l’est des terres noires, touchant 40 millions de paysans, aggravée par une épidémie de choléra en 1892[52].
  - tarif douanier prohibitif qui déclenche une guerre commerciale avec l’Allemagne (1892-1894)[52].
- 1891-1892 : courte récession économique en liée à une crise mondiale[52].
- 1892 : alourdissement de la fiscalité indirecte (augmentation de 100 % des taxes sur les allumettes, de 50 % des taxes sur la bière, le tabac et le pétrole)[52].
- 1894 :
  - traité de commerce entre la Russie et l’Allemagne[53].
  - Russie : monopole de l’État sur la vente des alcools (1/4 des recettes budgétaires entre 1894 et 1899)[54]. Création d'un impôt sur les loyers. La baisse du prix des céréales, commencée en 1875, atteint son maximum.
  - publication des Notes critiques sur le développement économique de Russie par Pierre Struve, qui marque la naissance du « marxisme légal ». La controverse sur les voies du développement russe se poursuit. Critique marxiste du populisme (Lénine, Struve)[55].

- 1897 : la communauté tatare de Kazan compte 2,3 millions d’habitants. La persistance de l’Islam lui a permis de résister à la russification. Elle possède le tiers des établissements industriels de la province et contrôle le commerce avec l’Asie centrale[56].
- 1897-1899 : nouveaux courants marxistes ; économisme de l’Union de Saint-Pétersbourg (la Pensée ouvrière), économisme de l’Union des sociaux-démocrates russes à l’étranger (la Cause ouvrière, le Credo), marxisme légal, influencé par l’allemand Bernstein et évoluant avec Strouve vers le libéralisme[52].
- 1898 : réforme des impôts sur le commerce et l’industrie[52].
- 7 juillet 1899 : ouverture officielle du réseau de tramway à Moscou.
- 1899 : rapport de Mendeleïev montrant le retard de la métallurgie ouralienne (fonte au charbon de bois, peu de capitaux étrangers). L’Ukraine produit 65 % du charbon, 50 % de la fonte et 45 % de l’acier russe[52].

## Démographie
- 1890 :
  - 63  millions d’habitants aux États-Unis[57]. 33 % des habitants des États-Unis vivent dans des villes[18].
  - le Portugal compte 4 660 000 habitants. Depuis 1864, les populations de Lisbonne et de Porto ont augmenté respectivement de 139 % et de 69 %.
  - la Hongrie (sans la Croatie autonome) compte 15,2 millions d’habitants.
  - deux tiers des Australiens habitent en ville[58].
- 1890-1899 : 3 694 294 immigrants aux États-Unis[59].

- 1891 : recensement au Canada ; le pays compte 4 833 239 habitants[60].
- 1895 : 12 632 427 habitants au Mexique[61].
- 1897 :
  - recensement de l'Empire russe, qui compte 122 millions d’habitants, dont 4,03 millions de Juifs[62].
  - l’Égypte compte 9,6 millions d’habitants[63].